# Simochromis marginatus
Simochromis marginatus és una espècie de peix de la família dels cíclids i de l'ordre dels perciformes.

## Morfologia
- Els mascles poden assolir 10 cm de longitud total.[1][2]

## Hàbitat
És una espècie de clima tropical entre 24 °C-28 °C de temperatura.

## Distribució geogràfica
Es troba a Àfrica: llac Tanganyika.